# Kosa (affluente della Kama)
La Kosa (in russo Коса́?; in permiaco Кӧсва) è un fiume della Russia europea orientale affluente di destra della Kama (bacino idrografico del Volga). Scorre nel Territorio di Perm', nei rajon Jurlinskij, Kočëvskij e Kosinskij.

## Percorso
Nasce nella sezione nord-orientale delle alture della Kama vicino al confine con l'Oblast' di Kirov, scorrendo successivamente in un territorio spesso interessato da paludi, mantenendo direzione dapprima orientale, quindi nord-orientale o settentrionale; sfocia nella Kama nel suo alto corso, a 1 109 km dalla foce, vicino al villaggio di Ust'-Kosa. La larghezza del fiume alla foce è di circa 60 metri. Non incontra lungo il suo corso centri urbani di rilievo. Ha una lunghezza di 267 km, il suo bacino è di 10 300 km². Il suo maggior affluente è il Lolog.

## Regime
La Kosa è gelata, in media, dai primi di novembre alla fine di aprile o al principio di maggio.